# Mark Esper

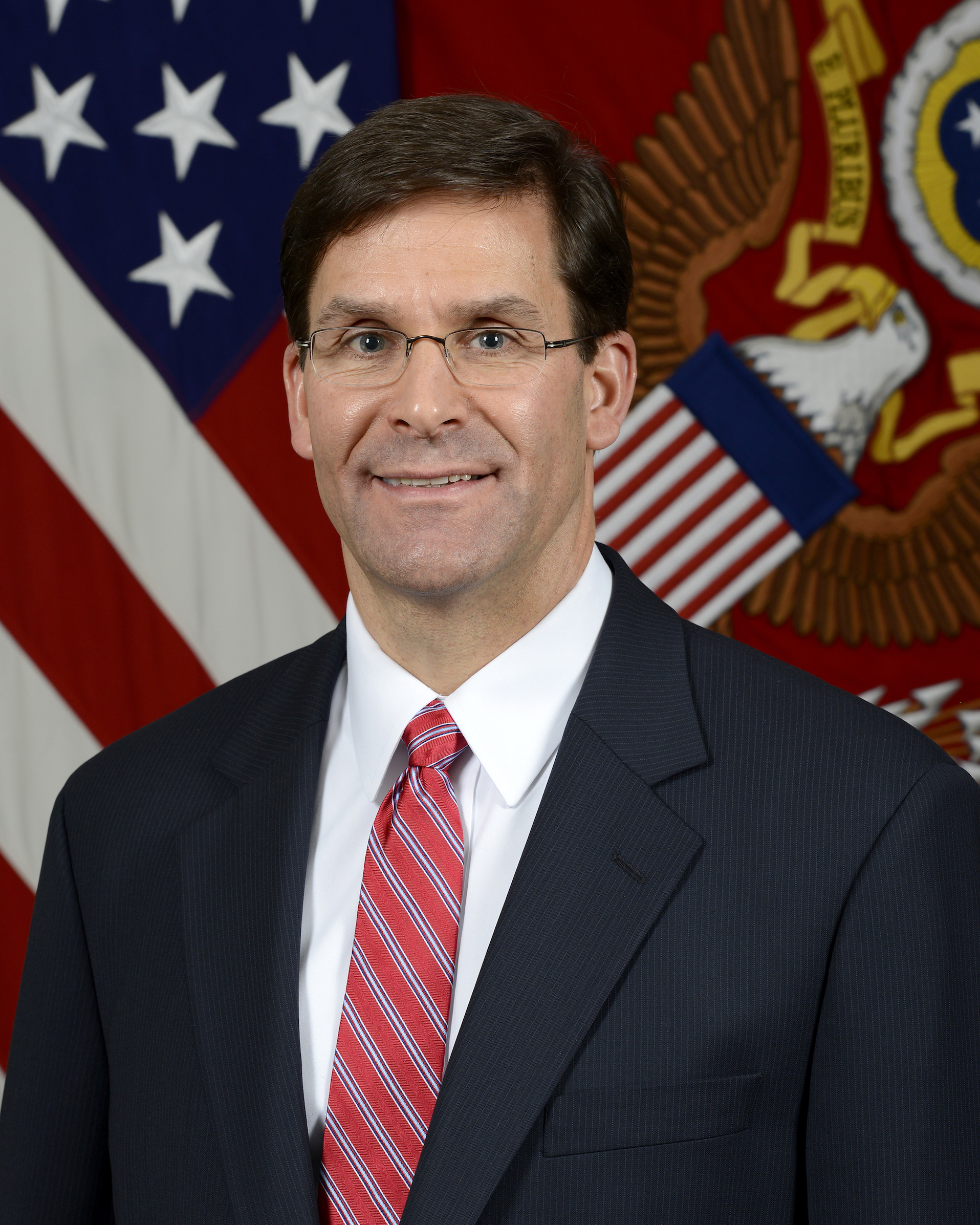

Mark Thomas Esper (Uniontown (Pennsylvania), 26 april 1964) is een Amerikaanse defensie-lobbyist en politicus, die van 2017 tot 2019 fungeerde als de 23ste (civiele) Secretary of the Army.
Tot aan zijn toetreding tot het kabinet-Trump I was hij vice-president van het defensie-bedrijf Raytheon, waar hij speciaal belast werd met de betrekkingen tot de overheid.
Op 18 juni 2019 kondigde president Donald Trump Esper aan als interim-minister van Defensie, nadat interim-minister Patrick Shanahan had besloten zijn kandidatuur in te trekken, en op 23 juli 2019 werd hij officieel door de Senaat beëdigd als de 27e minister van Defensie. Op 9 november 2020 werd Esper ontslagen door president Trump.

## Opleiding
Esper rondde zijn vooropleiding aan de Laurel Highlands High School af in 1982. In 1986 behaalde hij zijn bachelor of science in de bouwkunde aan de United States Military Academy. Hij verwierf de Douglas MacArthur Award.
In 1995 behaalde hij zijn mastergraad in public administration aan de John F. Kennedy School of Government van Harvard. Een doctoraat in de filosofie behaalde hij in 2008 aan de George Washington University.

## Carrière
Esper diende als infanterie-officier bij de 101ste Airborne Divisie en werd met de "Screaming Eagles" ingezet in de Golfoorlog (1990–91). Zijn bataljon was onderdeel van de beroemde "linkerflank", die leidinggaf aan het verslaan van het Iraakse leger. Voor zijn acties werd Esper naast diverse andere insignes onderscheiden met de Bronze Star, het gevechtsinsigne voor de infanterist.
Later leidde hij een wapenfabriek in Europa en diende hij als Army Fellow op het Pentagon.
Esper was meer dan tien jaar in actieve dienst voordat hij de overstap maakte naar de National Guard van het district Columbia en later de Army Reserve, waar hij opklom naar de rang van luitenant-kolonel.
Hij was van 1996 tot 1998 stafchef van de Heritage Foundation, een conservatieve denktank. 
Van 1998 tot 2002 diende hij als senior professioneel staflid van de Senaatscommissie voor buitenlandse betrekkingen, alsmede van de Senaatscommissie voor bestuurlijke aangelegenheden. 
Ook was hij senior beleidsadviseur en wetgevingsadviseur van de Republikeinse senator Chuck Hagel. 
Hij was beleidsadviseur van de ‘’Commissie voor de Gewapende Macht’’ van het Huis van Afgevaardigden van 2001 tot 2002.
Van 2002 tot 2004 diende hij als plaatsvervangend assistent minister van Defensie voor onderhandelingsbeleid in het kabinet-G.W. Bush, waarin hij verantwoordelijk was voor een breed scala van aangelegenheden, waaronder het voorkomen van de verspreiding van nucleaire wapens in meer landen, wapencontrole en internationale veiligheid.
Van 2004 tot 2006 was hij nationale veiligheidsadviseur van de Republikeinse meerderheidsleider in de Senaat, Bill Frist.
Esper was administratief vicepresident van de Aerospace Industries Association in 2006 en 2007.
Van september 2007 tot februari 2008 fungeerde hij als nationaal beleidsadviseur van senator Fred Thompson tijdens zijn presidentiële campagne in 2008.
Van 2008 tot 2010 diende hij als administratief vicepresident van het Global Intellectual Property Center en vicepresident voor Europa en Eurazie in de Amerikaanse Kamer van Koophandel.
In juli 2010 werd hij aangetrokken als vicepresident voor overheidsbetrekkingen bij het defensie-aannemingsbedrijf  Raytheon.
Esper werd door het nieuwsblad The Hill in 2015 en 2016 genoemd als top zakelijk lobbyist.

## Secretary of the Army
Op 19 juli 2017 droeg president Trump hem voor als de 23ste (civiele) Secretary of the Army. Hij was Trumps derde kandidaat voor de post. Zijn benoeming volgde na het bedanken door Vincent Viola en Mark Green. Op 15 november 2017 werd hij door de Senaat in deze functie bevestigd met 89 tegen 6 stemmen, waarna hij op 20 november 2017 werd ingezworen. In 2019 werd hij benoemd tot Secretary of Defense.
Op 9 november 2020, na de presidentsverkiezingen waarin Joe Biden Donald Trump versloeg, ontsloeg Trump Esper met een Twitterbericht als defensieminister. Zijn waarnemend opvolger is Christopher Miller, de directeur van het National Counterterrorism Center, zo liet Trump eveneens via Twitter weten.
- Gemeinsame Normdatei: 1188697080
- Virtual International Authority File: 3156131026158312773
- WorldCat: E39PBJhH4V6fgdTBjWpWxMpF8C